# Lijst van senatoren uit Minnesota

Zegel van de staat Minnesota

Dit is een lijst van de senatoren voor de Amerikaanse staat Minnesota. De senatoren voor Minnesota zijn ingedeeld als Klasse I en Klasse II. De twee huidige senatoren voor Minnesota zijn: Amy Klobuchar senator sinds 2007 de (senior senator) en Tina Smith de (junior senator) senator sinds 2018, beiden lid van de Minnesota Democratic-Farmer-Labor Party (de lokale afdeling van de Democratische Partij).
Prominenten die hebben gediend als senator voor Minnesota zijn onder anderen: Frank Billings Kellogg (later minister van Buitenlandse Zaken en winnaar van de Nobelprijs voor de Vrede), Eugene McCarthy (prominent politicus), Hubert Humphrey (later vicepresident en genomineerd presidentskandidaat 1968), Amy Klobuchar (prominent politica), James Shields (ook senator names twee andere staten), William Windom (later minister van Financiën), Walter Mondale (later vicepresident en genomineerd presidentskandidaat 1984), Paul Wellstone (prominent politicus) en Al Franken (prominent acteur en komiek).

## Klasse I
| Nr.    | Senator voor Minnesota Senator from Minnesota | Senator voor Minnesota Senator from Minnesota | Senator voor Minnesota Senator from Minnesota | Ambtstermijn    | Ambtstermijn     | Partij(en)   | Verkiezing(en) |
| ------ | --------------------------------------------- | --------------------------------------------- | --------------------------------------------- | --------------- | ---------------- | ------------ | -------------- |
| 1      |                                               | Henry Rice                                    | Henry Rice (1816–1894)                        | 10 mei 1858     | 4 maart 1863     | D            | 1858           |
| 2      |                                               | Alexander Ramsey                              | Alexander Ramsey (1815–1903)                  | 4 maart 1863    | 4 maart 1875     | R            | 1863           |
| 2      | 1869                                          | Alexander Ramsey                              | Alexander Ramsey (1815–1903)                  | 4 maart 1863    | 4 maart 1875     | R            |                |
| 3      |                                               | Samuel McMillan                               | Samuel McMillan (1827–1897)                   | 4 maart 1875    | 4 maart 1887     | R            | 1875           |
| 3      | 1881                                          | Samuel McMillan                               | Samuel McMillan (1827–1897)                   | 4 maart 1875    | 4 maart 1887     | R            |                |
| 4      |                                               | Cushman Davis                                 | Cushman Davis (1838–1900)                     | 4 maart 1887    | 27 november 1900 | R            | 1886           |
| 4      | 1892                                          | Cushman Davis                                 | Cushman Davis (1838–1900)                     | 4 maart 1887    | 27 november 1900 | R            |                |
| 4      | 1898                                          | Cushman Davis                                 | Cushman Davis (1838–1900)                     | 4 maart 1887    | 27 november 1900 | R            |                |
| Vacant |                                               |                                               |                                               |                 |                  |              |                |
| 5      |                                               | Charles Towne                                 | Charles Towne (1858–1928)                     | 5 december 1900 | 20 januari 1901  | D            |                |
| 6      |                                               | Moses Clapp                                   | Moses Clapp (1859–1927)                       | 20 januari 1901 | 4 maart 1917     | R            | 1901           |
| 6      | 1905                                          | Moses Clapp                                   | Moses Clapp (1859–1927)                       | 20 januari 1901 | 4 maart 1917     | R            |                |
| 6      | 1911                                          | Moses Clapp                                   | Moses Clapp (1859–1927)                       | 20 januari 1901 | 4 maart 1917     | R            |                |
| 7      |                                               | Frank Billings Kellogg                        | Frank Billings Kellogg (1856–1937)            | 4 maart 1917    | 4 maart 1923     | R            | 1916           |
| 8      |                                               | Henrik Shipstead                              | Henrik Shipstead (1881–1960)                  | 4 maart 1923    | 3 januari 1947   | FL (1923–40) | 1922           |
| 8      | 1928                                          | Henrik Shipstead                              | Henrik Shipstead (1881–1960)                  | 4 maart 1923    | 3 januari 1947   | FL (1923–40) |                |
| 8      | 1934                                          | Henrik Shipstead                              | Henrik Shipstead (1881–1960)                  | 4 maart 1923    | 3 januari 1947   | FL (1923–40) |                |
| 8      |                                               | Henrik Shipstead                              | Henrik Shipstead (1881–1960)                  | 4 maart 1923    | 3 januari 1947   | R (1940–47)  | 1940           |
| 9      |                                               | Edward Thye                                   | Edward Thye (1896–1969)                       | 3 januari 1947  | 3 januari 1959   | R            | 1946           |
| 9      | 1952                                          | Edward Thye                                   | Edward Thye (1896–1969)                       | 3 januari 1947  | 3 januari 1959   | R            |                |
| 10     |                                               | Eugene McCarthy                               | Eugene McCarthy (1916–2005)                   | 3 januari 1959  | 3 januari 1971   | DFL          | 1958           |
| 10     | 1964                                          | Eugene McCarthy                               | Eugene McCarthy (1916–2005)                   | 3 januari 1959  | 3 januari 1971   | DFL          |                |
| 11     |                                               | Hubert Humphrey                               | Hubert Humphrey (1911–1978)                   | 3 januari 1971  | 13 januari 1978  | DFL          | 1970           |
| 11     | 1976                                          | Hubert Humphrey                               | Hubert Humphrey (1911–1978)                   | 3 januari 1971  | 13 januari 1978  | DFL          |                |
| Vacant |                                               |                                               |                                               |                 |                  |              |                |
| 12     |                                               | Muriel Humphrey                               | Muriel Humphrey (1912–1998)                   | 25 januari 1978 | 7 november 1978  | DFL          |                |
| 13     |                                               | David Durenberger                             | David Durenberger (1934–2023)                 | 7 november 1978 | 3 januari 1995   | R            | 1978           |
| 13     | 1982                                          | David Durenberger                             | David Durenberger (1934–2023)                 | 7 november 1978 | 3 januari 1995   | R            |                |
| 13     | 1988                                          | David Durenberger                             | David Durenberger (1934–2023)                 | 7 november 1978 | 3 januari 1995   | R            |                |
| 14     |                                               | Rod Grams                                     | Rod Grams (1948–2013)                         | 3 januari 1995  | 3 januari 2001   | R            | 1994           |
| 15     |                                               | Mark Dayton                                   | Mark Dayton (1947)                            | 3 januari 2001  | 3 januari 2007   | DFL          | 2000           |
| 16     |                                               | Amy Klobuchar                                 | Amy Klobuchar (1960)                          | 3 januari 2007  | heden            | DFL          | 2006           |
| 16     | 2012                                          | Amy Klobuchar                                 | Amy Klobuchar (1960)                          | 3 januari 2007  | heden            | DFL          |                |
| 16     | 2018                                          | Amy Klobuchar                                 | Amy Klobuchar (1960)                          | 3 januari 2007  | heden            | DFL          |                |
| 16     | 2024                                          | Amy Klobuchar                                 | Amy Klobuchar (1960)                          | 3 januari 2007  | heden            | DFL          |                |

## Klasse II
| Nr.    | Senator voor Minnesota Senator from Minnesota | Senator voor Minnesota Senator from Minnesota | Senator voor Minnesota Senator from Minnesota | Ambtstermijn     | Ambtstermijn     | Partij(en) | Verkiezing(en) |
| ------ | --------------------------------------------- | --------------------------------------------- | --------------------------------------------- | ---------------- | ---------------- | ---------- | -------------- |
| 1      |                                               | James Shields                                 | James Shields (1804–1879)                     | 10 mei 1858      | 4 maart 1859     | D          | 1858           |
| 2      |                                               | Morton Wilkinson                              | Morton Wilkinson (1819–1894)                  | 4 maart 1859     | 4 maart 1865     | R          | 1858           |
| 3      |                                               | Daniel Norton                                 | Daniel Norton (1829–1870)                     | 4 maart 1865     | 13 juli 1870     | R          | 1865           |
| Vacant |                                               |                                               |                                               |                  |                  |            | 1865           |
| 4      |                                               | William Windom                                | William Windom (1827–1891)                    | 15 juli 1870     | 22 januari 1871  | R          | 1865           |
| 4      |                                               | Ozora Stearns                                 | Ozora Stearns (1831–1896)                     | 22 januari 1871  | 4 maart 1871     | R          | 1871 (1)       |
| 6      |                                               | William Windom                                | William Windom (1827–1891)                    | 4 maart 1871     | 4 maart 1881     | R          | 1871 (2)       |
| 6      | 1877                                          | William Windom                                | William Windom (1827–1891)                    | 4 maart 1871     | 4 maart 1881     | R          |                |
| Vacant |                                               |                                               |                                               |                  |                  |            |                |
| 7      |                                               | Alonzo Edgerton                               | Alonzo Edgerton (1827–1896)                   | 12 maart 1881    | 30 oktober 1881  | R          |                |
| Vacant |                                               |                                               |                                               |                  |                  |            |                |
| 8      |                                               | William Windom                                | William Windom (1827–1891)                    | 15 november 1881 | 4 maart 1883     | R          | 1881           |
| 9      |                                               | Dwight Sabin                                  | Dwight Sabin (1843–1902)                      | 4 maart 1883     | 4 maart 1889     | R          | 1883           |
| 10     |                                               | William Washburn                              | William Washburn (1831–1912)                  | 4 maart 1889     | 4 maart 1895     | R          | 1888           |
| 11     |                                               | Knute Nelson                                  | Knute Nelson (1843–1923)                      | 4 maart 1895     | 28 april 1923    | R          | 1895           |
| 11     | 1901                                          | Knute Nelson                                  | Knute Nelson (1843–1923)                      | 4 maart 1895     | 28 april 1923    | R          |                |
| 11     | 1907                                          | Knute Nelson                                  | Knute Nelson (1843–1923)                      | 4 maart 1895     | 28 april 1923    | R          |                |
| 11     | 1913                                          | Knute Nelson                                  | Knute Nelson (1843–1923)                      | 4 maart 1895     | 28 april 1923    | R          |                |
| 11     | 1918                                          | Knute Nelson                                  | Knute Nelson (1843–1923)                      | 4 maart 1895     | 28 april 1923    | R          |                |
| Vacant |                                               |                                               |                                               |                  |                  |            |                |
| 12     |                                               | Magnus Johnson                                | Magnus Johnson (1871–1937)                    | 16 juli 1923     | 4 maart 1925     | FL         | 1923           |
| 13     |                                               | Thomas Schall                                 | Thomas Schall (1878–1935)                     | 4 maart 1925     | 22 december 1935 | R          | 1924           |
| 13     | 1930                                          | Thomas Schall                                 | Thomas Schall (1878–1935)                     | 4 maart 1925     | 22 december 1935 | R          |                |
| Vacant |                                               |                                               |                                               |                  |                  |            |                |
| 14     |                                               | Elmer Benson                                  | Elmer Benson (1895–1985)                      | 30 december 1935 | 3 november 1936  | FL         |                |
| 15     |                                               | Guy Howard                                    | Guy Howard (1879–1954)                        | 3 november 1936  | 3 januari 1937   | R          | 1936           |
| 16     |                                               | Ernest Lundeen                                | Ernest Lundeen (1878–1940)                    | 3 januari 1937   | 31 augustus 1940 | FL         | 1936           |
| Vacant |                                               |                                               |                                               |                  |                  |            | 1936           |
| 17     |                                               | Joseph Ball                                   | Joseph Ball (1905–1993)                       | 14 oktober 1940  | 2 november 1942  | R          | 1936           |
| Vacant |                                               |                                               |                                               |                  |                  |            | 1936           |
| 18     |                                               | Arthur Nelson                                 | Arthur Nelson (1892–1955)                     | 18 november 1942 | 3 januari 1943   | R          | 1942 (1)       |
| 19     |                                               | Joseph Ball                                   | Joseph Ball (1905–1993)                       | 3 januari 1943   | 3 januari 1949   | R          | 1942 (2)       |
| 20     |                                               | Hubert Humphrey                               | Hubert Humphrey (1911–1978)                   | 3 januari 1949   | 30 december 1964 | DFL        | 1948           |
| 20     | 1954                                          | Hubert Humphrey                               | Hubert Humphrey (1911–1978)                   | 3 januari 1949   | 30 december 1964 | DFL        |                |
| 20     | 1960                                          | Hubert Humphrey                               | Hubert Humphrey (1911–1978)                   | 3 januari 1949   | 30 december 1964 | DFL        |                |
| Vacant |                                               |                                               |                                               |                  |                  |            |                |
| 21     |                                               | Walter Mondale                                | Walter Mondale (1928–2021)                    | 30 december 1964 | 30 december 1976 | DFL        |                |
| 21     | 1966                                          | Walter Mondale                                | Walter Mondale (1928–2021)                    | 30 december 1964 | 30 december 1976 | DFL        |                |
| 21     | 1972                                          | Walter Mondale                                | Walter Mondale (1928–2021)                    | 30 december 1964 | 30 december 1976 | DFL        |                |
| 22     |                                               | Wendell Anderson                              | Wendell Anderson (1933–2016)                  | 30 december 1976 | 30 december 1978 | DFL        |                |
| 23     |                                               | Rudy Boschwitz                                | Rudy Boschwitz (1930)                         | 30 december 1978 | 3 januari 1991   | R          |                |
| 23     | 1978                                          | Rudy Boschwitz                                | Rudy Boschwitz (1930)                         | 30 december 1978 | 3 januari 1991   | R          |                |
| 23     | 1984                                          | Rudy Boschwitz                                | Rudy Boschwitz (1930)                         | 30 december 1978 | 3 januari 1991   | R          |                |
| 24     |                                               | Paul Wellstone                                | Paul Wellstone (1944–2002)                    | 3 januari 1991   | 25 oktober 2002  | DFL        | 1990           |
| 24     | 1996                                          | Paul Wellstone                                | Paul Wellstone (1944–2002)                    | 3 januari 1991   | 25 oktober 2002  | DFL        |                |
| Vacant |                                               |                                               |                                               |                  |                  |            |                |
| 25     |                                               | Dean Barkley                                  | Dean Barkley (1950)                           | 4 november 2002  | 3 januari 2003   | IM         |                |
| 26     |                                               | Norm Coleman                                  | Norm Coleman (1949)                           | 3 januari 2003   | 3 januari 2009   | R          | 2002           |
| Vacant |                                               |                                               |                                               |                  |                  |            |                |
| 27     |                                               | Al Franken                                    | Al Franken (1951)                             | 7 juli 2009      | 3 januari 2018   | DFL        | 2009           |
| 27     | 2014                                          | Al Franken                                    | Al Franken (1951)                             | 7 juli 2009      | 3 januari 2018   | DFL        |                |
| 28     |                                               | Tina Smith                                    | Tina Smith (1958)                             | 3 januari 2018   | heden            | DFL        |                |
| 28     | 2018                                          | Tina Smith                                    | Tina Smith (1958)                             | 3 januari 2018   | heden            | DFL        |                |
| 28     | 2020                                          | Tina Smith                                    | Tina Smith (1958)                             | 3 januari 2018   | heden            | DFL        |                |

Alabama: Tuberville (R) · Britt (R)
Alaska: Murkowski (R) · Sullivan (R)
Arizona: Kelly (D) · Gallego (D)
Arkansas: Boozman (R) · Cotton (R)
Californië: Padilla (D) · Schiff (D)
Colorado: Bennet (D) · Hickenlooper (D)
Connecticut: Blumenthal (D) · Murphy (D)
Delaware: Coons (D) · Blunt Rochester (D)
Florida: R. Scott (R) · Moody (R)
Georgia: Ossoff (D) · Warnock (D)
Hawaï: Schatz (D) · Hirono (D)
Idaho: Crapo (R) · Risch (R)
Illinois: Durbin (D) · Duckworth (D)
Indiana: Young (R) · Banks (R)
Iowa: Grassley (R) · Ernst (R)
Kansas: Moran (R) · Marshall (R)
Kentucky: McConnell (R) · Paul (R)
Louisiana: Cassidy (R) · Kennedy (R)
Maine: Collins (R) · King (O)
Maryland: Van Hollen (D) · Alsobrooks (D)
Massachusetts: Warren (D) · Markey (D)
Michigan: Peters (D) · Slotkin (D)
Minnesota: Klobuchar (D) · Smith (D)
Mississippi: Wicker (R) · Hyde-Smith (R)
Missouri: Hawley (R) · Schmitt (R)
Montana: Daines (R) · Sheehy (R)
Nebraska: Fischer (R) · Ricketts (R)
Nevada: Cortez Masto (D) · Rosen (D)
New Hampshire: Shaheen (D) · Hassan (D)
New Jersey: Booker (D) · Kim (D)
New Mexico: Heinrich (D) · Luján (D)
New York: Schumer (D) · Gillibrand (D)
North Carolina: Tillis (R) · Budd (R)
North Dakota: Hoeven (R) · Cramer (R)
Ohio: Moreno (R) · Husted (R)
Oklahoma: Lankford (R) · Mullin (R)
Oregon: Wyden (D) · Merkley (D)
Pennsylvania: Fetterman (D) · McCormick (R)
Rhode Island: Reed (D) · Whitehouse (D)
South Carolina: Graham (R) · T. Scott (R)
South Dakota: Thune (R) · Rounds (R)
Tennessee: Blackburn (R) · Hagerty (R)
Texas: Cornyn (R) · Cruz (R)
Utah: Lee (R) · Curtis (R)
Vermont: Sanders (O) · Welch (D)
Virginia: Warner (D) · Kaine (D)
Washington: Murray (D) · Cantwell (D)
West Virginia: Moore Capito (R) · Justice (R)
Wisconsin: Johnson (R) · Baldwin (D)
Wyoming: Barrasso (R) · Lummis (R)
(D): Democraat · (R): Republikein · (O): Onafhankelijk